# Guillermo Alejandro Suárez
Guillermo Alejandro Suárez (Lincoln, 10. listopad 1983.) je argentinski nogometaš koji trenutno igra za čileanski Coquimbo Unido. Igra na poziciji ofenzivnog veznog igrača. 
Suárez se sezone 2007. priključio argentinskom prvoligašu Tigreu te je s klubom postigao najbolji rezultat u povijesti završivši na drugom mjestu argentinske prve lige. Potpisao je 3. lipnja 2008. petogodišnji ugovor s Dinamom, ali je zatim poslan na posudbu u svoj bivši klub Atlético Tigre za sezonu 2009. Suarez je 2010. godine bio na posudbi u NK Inter Zaprešiću.